# Benito Raman
Benito Raman (Gand, 7 novembre 1994) è un calciatore belga, attaccante del Malines.

## Caratteristiche tecniche
È un giocatore molto agile e dotato di grande velocità in progressione, ma pecca in forza fisica. Viene impiegato prevalentemente come prima punta, ma anche come seconda punta o ala.

## Carriera

### Club
Ha giocato nella massima serie del campionato belga con Gent, Beerschot, Kortrijk, Sint-Truiden, Standard Liegi, per poi passare nel 2017 ai tedeschi del Fortuna Düsseldorf in prestito. Il 20 marzo 2018 viene riscattato dal club tedesco.
Il 5 luglio 2019 diventa ufficialmente un nuovo giocatore dello Schalke 04 per una cifra intorno ai 13 milioni di euro e firma un contratto quinquennale valido fino al 30 giugno 2024.
Il 15 luglio 2021 viene acquistato dall'Anderlecht.

## Statistiche

### Cronologia presenze e reti in nazionale
| Cronologia completa delle presenze e delle reti in nazionale ― Belgio | Cronologia completa delle presenze e delle reti in nazionale ― Belgio | Cronologia completa delle presenze e delle reti in nazionale ― Belgio | Cronologia completa delle presenze e delle reti in nazionale ― Belgio | Cronologia completa delle presenze e delle reti in nazionale ― Belgio | Cronologia completa delle presenze e delle reti in nazionale ― Belgio | Cronologia completa delle presenze e delle reti in nazionale ― Belgio | Cronologia completa delle presenze e delle reti in nazionale ― Belgio |
| Data                                                                  | Città                                                                 | In casa                                                               | Risultato                                                             | Ospiti                                                                | Competizione                                                          | Reti                                                                  | Note                                                                  |
| --------------------------------------------------------------------- | --------------------------------------------------------------------- | --------------------------------------------------------------------- | --------------------------------------------------------------------- | --------------------------------------------------------------------- | --------------------------------------------------------------------- | --------------------------------------------------------------------- | --------------------------------------------------------------------- |
| 9-9-2019                                                              | Glasgow                                                               | Scozia                                                                | 0 – 4                                                                 | Belgio                                                                | Qual. Euro 2020                                                       | -                                                                     | 90’                                                                   |
| Totale                                                                |                                                                       | Presenze                                                              | 1                                                                     |                                                                       | Reti                                                                  | 0                                                                     |                                                                       |

## Palmarès

### Club

#### Competizioni nazionali
- Campionato belga: 1

Gent: 2014-2015
- Supercoppa del Belgio: 1

Gent: 2015
- 2. Fußball-Bundesliga: 1

Fortuna Düsseldorf: 2017-2018